# Anny Schneider
Pour les articles homonymes, voir Schneider.
Anny Schneider, née le 11 avril 1956 à Ingwiller (Alsace), est une herboriste reconnue comme experte de l’univers végétal thérapeutique et dans l’identification de la flore médicinale sauvage du Québec.

## Biographie
D'origine française, Anny Schneider immigre au Québec au début des années 1980 après une enfance et une jeunesse difficiles,. Elle est une herboriste de l’univers végétal thérapeutique et dans l’identification de la flore médicinale sauvage du Québec. Une profession qui l'a amenée à conjuguer plusieurs métiers : autrice, conférencière, chroniqueuse en santé naturelle pour les magazines, journaux et radios et télévision locales.
Conseillère en naturothérapie dans plusieurs magasins naturels de Granby dont 18 ans chez Avril Granby et en clinique privée comme herboriste-thérapeute durant vingt ans.
Elle anime une chronique santé durant dix ans à Radio Chef de Granby (1983-1993) et durant deux ans à CFEI de Sainte-Hyacinthe, et est chroniqueuse pour le magazine Vitalité Québec dans la Boîte aux herbes depuis 15 ans.
Depuis 30 ans, elle est aussi poétesse Slam poésie (cofondatrice du Collectif des poètes de la Haute-Yamaska, 2005 à 2015).
Elle est aussi très engagée pour la protection de l’environnement. Elle participe ainsi à des inventaires floristiques dans des parcs écologiques de Shefford. Polémiste engagée pour l’environnement et la justice sociale, active dans plusieurs journaux locaux et corporatifs, poétesse à ses heures, dans de nombreux écrits et prestations qui lui tiennent à cœur, elle a été nommée « Femme de l’année » pour la Haute Yamaska le 8 mars 2007.

## Publications
- La Pharmacie Verte, Éditions de l’Homme, 1997
- Plantes Sauvages Médicinales, Éditions de l’Homme, 1999
- Arbres et arbustes thérapeutiques, Éditions de l’Homme, 2002
- Ces Fleurs qui soignent, Éditions Publistar, 2007[7]
- La lionne sortie de la pénombre, Éditions Un Monde différent, 2007, autobiographie, 234 p.[8],[9]
- Plantes médicinales indigènes, Éditions de l’Homme, 2020[10]
- Je me soigne avec les plantes sauvages, Éditions de l’Homme, 2023

## Distinctions
- 1999 : Prix Alphonse-Desjardins pour son livre Je me soigne avec les plantes sauvages[11].
- 2006 : Excellence de la Voix de l’Est pour mes engagements pour l’environnement et l’action citoyenne
- 2011 : Conseil des sages à la Guilde des herboristes[12]
- 2013 : Membre d’honneur de la Guilde des herboristes du Québec
- 2018 : Distinction des aînés pour 25 ans de pratique de l’Herboristerie clinique au Canada par le Conseil Canadien des herboristes (CCHA)[13]
- 2019 : Distinction honorifique pour l’ensemble de sa carrière d’herboriste par l’APITM
- 2023 : Premier prix de poésie à l’évènement dix heures de poésie : Nuit Blanche